# Catedrala Mitropolitană din Sibiu
Catedrala Mitropolitană din Sibiu, cu hramul Sfânta Treime, este o biserică ortodoxă construită între anii 1902-1906 în orașul Sibiu, pe locul unei biserici grecești din 1797-1799 care a servit până atunci drept catedrală episcopală. A fost ctitorită de mitropolitul Ioan Mețianu și construită după planurile inginerilor arhitecți Virgil Nagy și József Kommer din Budapesta. De la inaugurare și până în prezent edificiul este catedrala Arhiepiscopiei Sibiului și a Mitropoliei Ardealului.
Lăcașul prezintă caracteristicile unei bazilici bizantine fiind o copie la scară redusă a fostei Catedrale Sfânta Sofia din Constantinopol (actuala Mare Moschee Aysofya). Biserica se află situată pe strada Mitropoliei nr. 33-35. 
Catedrala Mitropolitană „Sf. Treime” din Sibiu a fost inclusă pe Lista monumentelor istorice din județul Sibiu din anul 2015, cu codul de clasificare  SB-II-m-A-12147.

## Istoric

### Strădaniile mitropolitului Andrei Șaguna
După ce timp de 60 de ani românii ortodocși din Ardeal nu au avut niciun episcop ortodox, Curtea imperială din Viena a numit în 1759 pe episcopul Dionisie Novacovici ca episcop pentru românii ortodocși din Transilvania. El a fost instalat în 1761 în Biserica Sf. Nicolae din Șcheii Brașovului, iar curând după aceea și-a mutat reședința la Rășinari. La cererea întregului cler ortodox al românilor din Ardeal, episcopului Sofronie Chirilovici (urmașul lui Dionisie Novacovici) i s-a îngăduit să-și ia reședința la Sibiu. Episcopii succesori ai acestuia au continuat să aibă reședința la Sibiu. 
La jumătatea secolului al XIX-lea, ca urmare a creșterii influenței oamenilor de afaceri, a clerului și a intelectualilor români de rit ortodox din Sibiu, s-a simțit necesitatea construirii unei biserici ortodoxe care să îndeplinească rolul de catedrală a Bisericii Ortodoxe din Transilvania. 
Ideea construirii unei catedrale ortodoxe la Sibiu i se datorează episcopului Andrei Șaguna al Ardealului. Într-un memoriu din 12 ianuarie 1850 adresat comisarului Bach, ierarhul ortodox trece construirea unei catedrale pe primul loc în lista de necesități a eparhiei sale. După spusele sale, „[...] eparhia mea are lipsă de [...]: 1. Pentru zidirea și înzestrarea unei biserici catedrale fl. 400.000 [...]”. El indică și „sursele de finanțare” ale proiectelor numite, alături de catedrală figurând și alte edificii: „Părerea mea în privința modului după care înalta noastră stăpânire ar putea a ne da ajutorul său se concentrează în aceea ca să binevoiască a ne rezolva locul cel gol la Sibiiu așa numit "Zuldiș" și pentru totdeauna a-l scuti de dare; apoi pe 50 de ani a ne da 100.000 bani buni, ca 5 % interesul annual de la două milioane, cu care ajutor eparhia nu numai să zidească biserica catedrală, rezidența episcopească și institutul teologico-pedagogic (…)”. 
În documentul 510 din ședința consistorială a lunii august 1851, se precizează că „Prea Sfinția Sa D. Episcop diecesan face Consistoriului diecesan cunoscut că au dat Consiliului comunal de aci o cerere ca să se dee Episcopiei locul așea numit Zuldoș, spre a se zidi acolo on Seminariu și o biserică catedrală”. La această cerere, răspunsul autorităților locale din decembrie 1851 este negativ, sub pretextul că toate locurile libere au fost puse la dispoziția guvernului. Andrei Șaguna se adresează guvernului cu aceeași cerere. Pentru o perioadă, atenția episcopului se concentrează asupra cumpărării de case pentru organizarea seminarului eparhial. 
În august 1856 este făcută o nouă cerere către magistratul orașului Sibiu "ca să se dea locul cel de 900 stânjeni pătrați spre zidirea Bisericii Catedrale gr. răs”. Petiția este repetată la 6 aprilie 1857. De această dată, magistratul răspunde în luna mai printr-un document în care cerea episcopului să precizeze dimensiunile terenului solicitate pentru a se lua o hotărâre în privința locului. În luna iunie Șaguna precizează dimensiunile terenului solicitat pentru catedrală și curtea bisericească. Autoritățile răspund că terenurile disponibile sunt prea mici și amână concesionarea terenului.
La 5 octombrie 1857 Șaguna a cerut împăratului Franz Joseph I permisiunea de a trimite o circulară în eparhia sa, în care solicita preoților și enoriașilor să organizeze o colectă în acest scop. Monarhul a aprobat cererea înaltului ierarh. El a trimis scrisoarea pastorală (circulara nr. 980 din 1 decembrie 1857) în acel an, înainte de Crăciun, menționând că ”[...] avem lipsă neîncunjurată de o biserică episcopească la Sibiiu, care să fie maica tuturor bisericilor din eparhia noastră [...] să alergați cu ajutorul vostru [...] să dați spre acest sfârșit din cele ce aveți și cu ce v-a miluit Dumnezeu, luând pilda de la văduva cea săracă [...] toate spre binele lor și spre bucuria noastră a tuturora [...] așa și bogații și săracii mă vor mângâia pe mine și-mi vor ușura grijile mele”.
Primul donator a fost chiar Șaguna care a anunțat la 4 decembrie 1857 că a donat 2.000 de florini. La 1 ianuarie 1858 guvernatorul Karl Borromäus zu Schwarzenberg al Transilvaniei remite cei 1.000 de galbeni din partea împăratului. În martie-aprilie 1858 autoritățile orășenești refuză acordarea locului „Zoldiș”. Șaguna scrie episcopilor Aradului și Bucovinei, dar și celorlalți episcopi ortodocși din Patriarhia de Carloviț, rugându-i să facă publicitate colectei și să o sprijine. În lunile iunie-iulie episcopul face o călătorie la Pesta și în alte locuri, cu scopul de a strânge personal colecta. 
Fondurile pentru construirea catedralei se ridicau la sfârșitul anului 1858 la 28.347 florini. Colecta din Bucovina, pe care episcopul Eugenie Hacman anunțase că o va sprijini, s-a ridicat la 94 florini și 33 creițari. Andrei Șaguna a investit în 1859 o sumă de 24.000 de florini într-o societate pentru exploatarea minelor de aramă (Sz. Domokos și Fűle), înregistrându-se începând din anul 1861 o pierdere. Fondurile pentru construcția catedralei au ajuns la sfâșitul anului 1863 la suma de 51.384,44 florini. Donațiile au continuat să vină și după moartea lui Șaguna în 1873. Printre cei care au donat se află și o serie de preoți cercetați de consistoriul eparhial și care și-au asigurat astfel iertarea.

### Situația proiectului în anii următori
În anii următori a rămas interesul pentru catedrală, dar a fost depășit de alte doleanțe, printre care și ridicarea Episcopiei Ardealului la rangul de mitropolie (eveniment întâmplat în anul 1864). 
După ani întregi de amânare, în ședința Sinodului Mitropolitan din 8 mai 1880, Partenie Cosma, directorul Băncii „Albina”, a făcut primele propuneri concrete pentru reluarea demersurilor destinate edificării catedralei: „să studieze cestiunea edificării unei biserici catedrale cu toate cele ce după ritul nostru aparțin ei”. Urmează ani de dezbateri sterile cu privire la locul construirii catedralei și a modului cum ar trebui să arate aceasta.
În sesiunea sinodală anuală din 21 aprilie 1897, Sinodul Arhiepiscopesc de la Sibiu a hotărât, la propunerea lui Partenie Cosma, să rediscute problema construirii catedralei și locul de amplasare a acesteia. Au fost prezentate trei propuneri pentru locul de amplasare a viitoarei catedrale. Două propuneri au fost înaintate de Partenie Cosma, directorul băncii „Albina”, unul fiind pe terenul Soldisch înspre strada Andrei Șaguna, iar celălalt pe locul grădinii Flora, azi pe strada Victoriei (în zona actualelor cămine studențești). Comisia de analiză a recomandat la 21 ianuarie 1898 locul din strada Morii nr. 16. În octombrie 1898 mitropolitul Miron Romanul a murit, succesorul său fiind ales Ioan Mețianu (1898-1916).

### Construirea catedralei

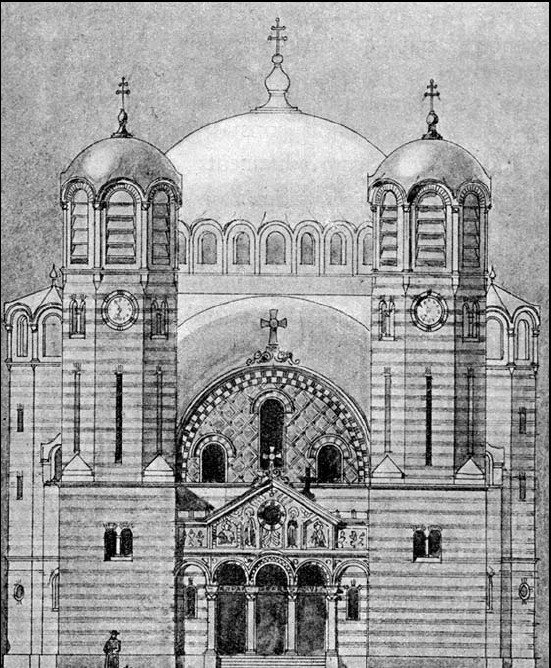
Planul iniţial al Catedralei Mitropolitane din Sibiu - înainte de adăugarea celor două turnuri înalte

La 22 mai 1899 consistoriul arhidiecezan a numit o subcomisie formată din: Dr. Ilarion Pușcariu, Dr. Elie Cristea și Nicolae Ivan, care avea menirea de a pregăti un proiect de concurs pentru planurile de construcție a catedralei. La 22 iunie, Consistoriul arhidiecezan face un apel către „Reuniunea regnicolară a arhitecților și inginerilor din Budapesta” pentru studierea condițiilor concursului, atașând schițele deja alcătuite, precizând dimensiunile (pentru circa 1800 persoane), stilul neapărat bizantin. Mitropolitul Ioan Mețianu insista “pentru ideea ca biserica să aibă două turnuri frumoase”, iar suma disponibilă se
anunța a fi de aproximativ 320.000 de coroane. Data limită de prezentare a proiectelor era 15/28 ianuarie 1900, iar juriul era format din Ignác Alpár, Ioan I. Pușcariu și Dominic Varo.
S-a organizat un concurs de proiecte de construcție a catedralei, la care au participat 31 de proiecte; majoritatea proiectelor au fost trimise de arhitecți din Ungaria și Austria și doar patru de arhitecți din Ardeal, Bucovina și Regatul României. A fost ales la 28 martie 1901 planul întocmit de arhitecții Joseph Kammer și Virgil Nagy, profesori la Politehnica din Budapesta. Planul catedralei se inspira din Catedralei Sfânta Sofia din Constantinopol, dar a suferit modificări prin adăugarea celor două turnuri masive de la intrare, cu o înălțime de 58 m. Membrii juriului și-au exprimat nemulțumirea față de cele două turnuri care nu cadrau cu forma stilului bisericii. 
Neexistând un consens cu privire la terenul pentru construirea catedralei, s-a organizat o nouă dezbatere în ședința sinodului din 22 aprilie 1900, la inițiativa mitropolitului Ioan Mețianu. La acea ședință au existat din nou trei propuneri. Daniel Popovici Barcianu a propus terenul de pe strada Morii (azi Andrei Șaguna) nr. 14-16, Partenie Cosma pe cel unde se afla grădina Flora și Ioan Pușcariu un teren de pe strada Victoriei (în fața reședinței de vară). Delegații au votat pentru cele trei propuneri astfel: prima propunere a primit șase voturi, a doua zece voturi și a treia doar un vot. Mitropolitul Ioan Mețianu nu a fost mulțumit de aceste trei propuneri, el propunând locul din cetate de pe strada Măcelarilor nr. 39, unde se afla biserica grecească cu hramul “Schimbarea la față”. 
Mitropolitul Ioan Mețianu a refuzat cu încăpățânare să construiască catedrala în amplasamentul de pe strada Morii, propus și acceptat inclusiv de administrația locală condusă de primarul Josef Drotleff. În cele din urmă, autoritățile locale au acceptat demolarea vechii biserici grecești și construirea catedralei pe locul ei. 
Terenul pe care s-a construit catedrala s-a format prin unirea a cinci loturi de teren cu numerele 35, 37, 39, 41 și 43 din strada Măcelarilor (azi Mitropoliei) și a trei loturi cu nr. 28, 30 și 31 din strada Brukenthal (azi A.D. Xenopol), unde se află o intrare în curtea catedralei. Acestea au fost cumpărate în aprilie 1902. Mica biserică grecească construită în 1797-1799 în fundul unei curți de pe strada Măcelarilor  și care servise anterior drept catedrală a fost demolată la 1/14 iulie 1902, în ciuda faptului că acest edificiu fusese declarat monument de arhitectură. Ultima slujbă religioasă celebrată în acest lăcaș a avut loc cu o zi mai înainte. Pentru eliberarea terenului unde urma să fie construită noua catedrală, au trebuit să fie demolate și șase clădiri învecinate , întreaga lucrare fiind coordonată de arhitectul Francisc Szálay.
Piatra de temelie a fost pusă la 5/18 august 1902 (ziua de naștere a împăratului Francisc Iosif I). Cu acest prilej, mitropolitul a lansat un apel în vederea convingerii tuturor păturilor sociale să contribuie cu donații, în funcție de starea materială. Mitropolitul însuși a donat 5.000 de coroane; de asemenea, marele moșier basarabean Vasile Stroescu a dăruit 3.000 de lei (peste 3.000 de coroane). Dr. Elie Cristea a fost trimis într-o misiune specială în orașele Sighișoara, Bistrița, Cluj și Orăștie, de unde a adunat aproape 14.000 de coroane. Clerul ardelean a donat în total o sumă de peste 150.000 de coroane. Printre donatori au fost foarte mulți învățători, profesorul universitar Nicolae Iorga, țărani ardeleni și de peste Carpați, românii emigrați în America. Suma totală strânsă prin această colectă s-a ridicat la peste 300.000 de coroane. 
Lucrările de construire, coordonate de inginerul orașului Sibiu, Joseph Schussnig, au început în 1902 și au fost finalizate în 1904. Turlele, cupola și părțile boltite au fost construite din căpriori de fier la fabrica Fabritius din Sibiu. La 30 octombrie 1903, au fost amplasate crucile pe cele două turnuri, celebrându-se cu acest prilej o slujbă specială. Pereții interiori ai bisericii au fost tencuiți în primăvara anului 1904 cu pulbere din marmură de Carrarra și var vechi de Düsseldorf.
La 30 noiembrie/13 decembrie 1904, cele patru clopote (turnate la atelierul lui Friedrich Seltenhofer din Sopron) au fost sfințite și așezate în cele două turnuri. În turnul nordic a fost așezat un clopot de 1.345 kg, iar în turnul sudic au fost amplasate celelalte trei clopote (de 790 kg, 732 kg și 168 kg).  În perioada Primului Război Mondial Armata Austro-Ungară a rechiziționat cele trei clopote din turnul vestic pentru a le transforma în tunuri; acestea au fost înlocuite abia în 1926, prin grija mitropolitului Nicolae Bălan.  Curtea catedralei a fost amenajată în 1905, ea fiind împrejmuită cu un grilaj din fier realizat după planurile arhitectului Szalay și confecționat de lăcătușul Irimie Purece.
Lucrările de construcție s-au ridicat la 912.197 de coroane și 24 de fileri, la care se mai adaugă cheltuielile cu achiziționarea raclelor sfințite, a ornamentelor, crucilor și a cărților. Antreprenorul Francisc Szalay a fost plătit cu 461.650 coroane, arhitectul-controlor I. Schussnig a primit 8.000 de coroane, iar pictorul Octavian Smigelschi a primit 16.000 coroane pentru icoanele de pe iconostas, 16.000 coroane pentru cupolă și încă 4.000 coroane pentru cei patru evangheliști.

### Pictura

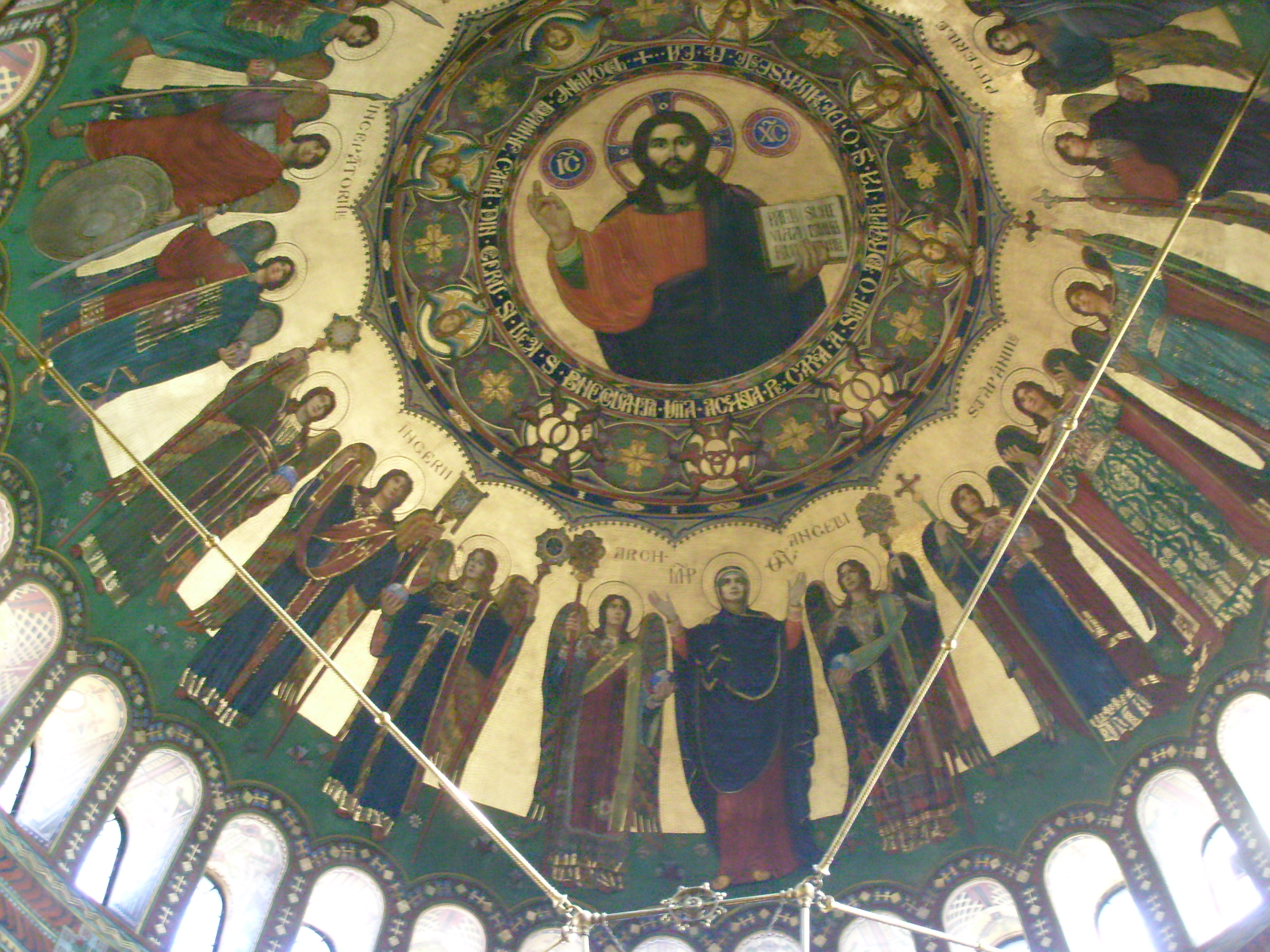
Hristos Pantocrator și Liturghia Îngerească, Octavian Smigelschi, 1905

În luna mai a anului 1903 asesorul consistorial Miron Cristea și arhitectul Joseph Schussnig au efectuat o călătorie de studii în vederea contactării unor artiști, după care Consistoriul Arhidiecezan din Sibiu a publicat în ziarul “Telegraful Român” din 30 noiembrie 1903 anunțul concursului de executare a picturilor catedralei din Sibiu pentru suma de 80.000 coroane, cu termen de depunere a proiectelor data de 1 martie 1904. La acest anunț s-au prezentat 15 concurenți români, germani și maghiari, dintre care o comisie formată din pictorul George Demetrescu Mirea, directorul Școlii de Belle-Arte din București, arhitectul Ion Mincu, profesor la Școala superioară de Arhitectură din București, și pictorul brașovean Friedrich Mieß, a ales trei persoane: Octavian Smigelschi din Dumbrăveni, Iosif Bala din Viena și Sigismund Vaida – A. Szirmai din Budapesta. 
În cele din urmă, comanda de zugrăvire i-a fost încredințată la 12/25 aprilie 1904 lui Octavian Smigelschi (1866-1912), în urma executării unei lucrări de probă comandate: un tablou pentru iconostas și un înger în cupolă. Rezultatul lucrării de probă a fost unul sever care a dus la ambiționarea pictorului în realizarea unei opere monumentale în catedrala sibiană „după care poate fi apreciat fără rezerve”.
„Juriul apreciază bine compozițiunea generală a lui Smigelschi, dar detaliul de execuțiune (Sf. Fecioară) a fost găsit atât de inferior, încât inspira temeri pentru buna execuțiune a întregii lucrări.”—I. Pușcariu, E. Miron Cristea și M. Voileanu - "Biserica Catedrală de la Mitropolia ortodoxă din Sibiu" (Sibiu, 1908)
Istoricul Gheorghe Iancu a evidențiat antipatia reciprocă dintre Smigelschi și Miron Cristea, pictorul atestându-i clericului „o lipsă de pătrundere în materie, un spirit de observație așa superficial, o grămadă de material nerumegat. (...) Prea se încrede cuvioșia sa în subțirele domniei sale cunoștințe artistice”, în timp ce Miron Cristea avusese rețineri cu privire la numirea lui Smigelschi din cauză că pictorul era practicant greco-catolic.

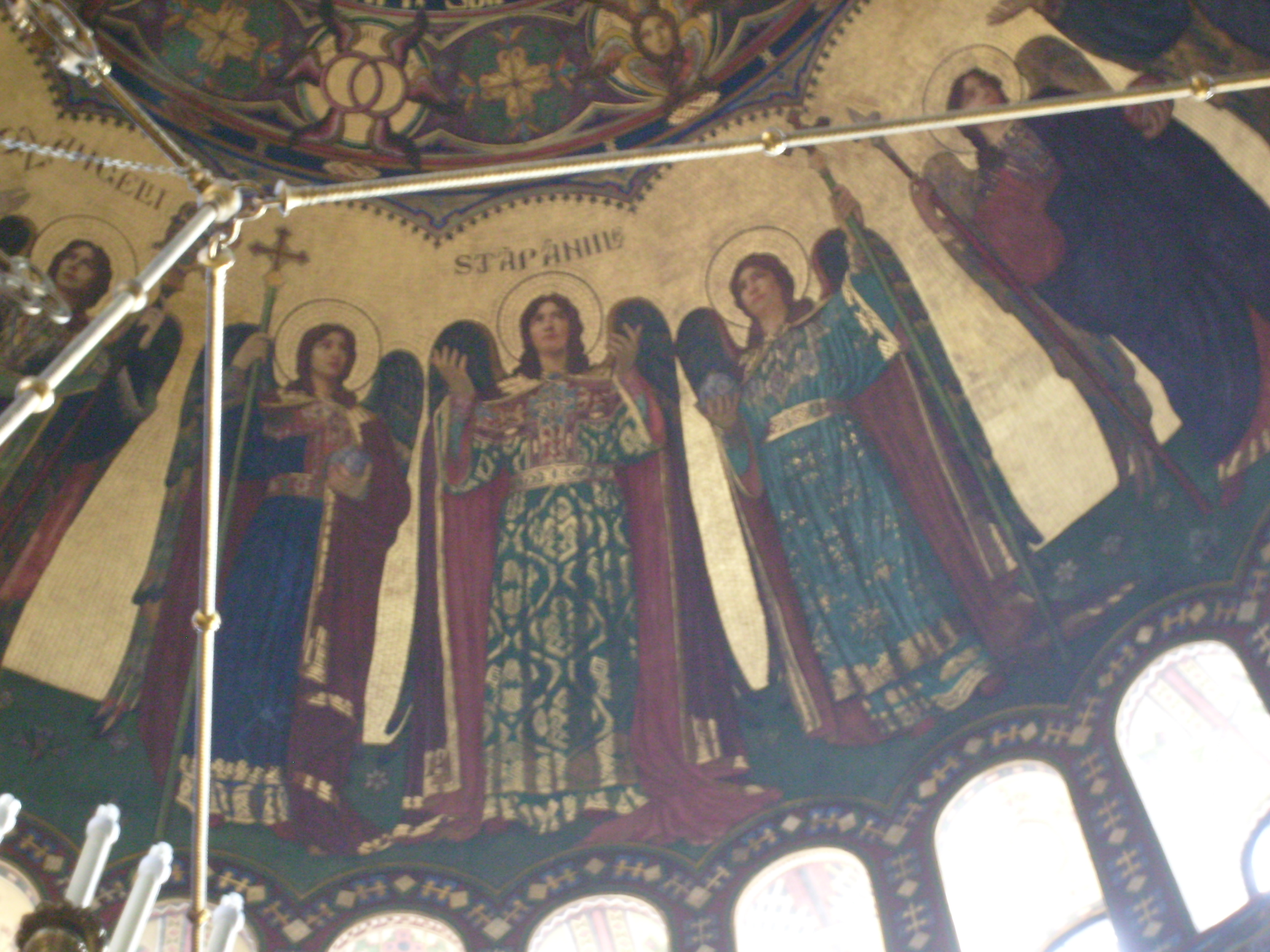
Pictura cupolei (detaliu), Octavian Smigelschi, 1905

Icoanele de pe iconostas, cupola (reprezentându-l pe Hristos Pantocrator înconjurat de îngeri) și pandantivii cupolei (pe care sunt reprezentați cei patru evangheliști) au fost pictate în frescă în anul 1905 de Octavian Smigelschi în stilul Art Nouveau promovat de școala de la Budapesta. Pictorul era originar din satul Ludoș, fiind fratele canonicului Victor Smigelschi de la Blaj. Smigelschi a fost ajutat la pictură de prietenul său Arthur Coulin, dar ca „simplu executant”, după cum crede acad. Virgil Vătășianu. 
Onorariul primit de către Smigelschi pentru pictarea icoanelor de pe iconostas, a cupolei și pandantivilor a fost de 32.000 de coroane.
Un juriu de experți instituit la 9 martie 1907, la cererea Consistoriului, și format din A. G. Verona din București și Dorschlag din
Sibiu a stabilit că pictura era prea strigătoare, lipsea armonia culorilor, iar cupola părea prea greoaie. Membrii juriului au propus pictarea întregului interior, sticla de la fereastră să fie colorată sau pictată, dar această acțiune a fost oprită din lipsă de bani. Academicianul Virgil Vătășianu a apreciat că figura Maicii Domnului din cupolă reprezintă „culmea artistică pe care a atins-o Smigelschi în catedrala din Sibiu.”
Întreaga lucrare a catedralei cuprindea de fapt și întreg interiorul, executarea lor fiind întreruptă din cauza lipsei mijloacelor financiare. În această situație, s-a apelat la pictorul Ludovic Kandler⁠(de)[traduceți] din München pentru a realiza o zugrăveală provizorie într-o culoare gălbuie. Pereții interiori au fost zugrăviți cu motive ornamentale românești (romburi cu cruci în mijloc) pe pereții superiori ai naosului, cu panouri dreptunghiulare cu o cruce mare în mijloc (în absidele din fața altarului) sau cu motive în formă de steluțe pe un fond gălbui (în arcada din fața altarului și în conca altarului).
Pictarea catedralei a fost extinsă și terminată abia în perioada păstoririi mitropolitului Nicolae Colan (1957-1967), când pictorul bănățean Anastase Demian a pictat locurile rămase libere deasupra altarului și în absidele laterale, renunțând ulterior din motiv de boală. Apoi a fost angajat pictorul Iosif Keber din Târgu Jiu care a definitivat pictura catedralei.

### Inaugurarea
Serbările prilejuite de sfințirea catedralei au început cu ședința festivă a sinodului arhidiecezan, convocat în sesiune extraordinară la 12 mai 1906, la ora 16, la Casa națională a Asociațiunii și prezidat de mitropolitul Ioan Mețianu. În seara aceleiași zile, de la ora 19, s-a celebrat o vecernie cu litie în Biserica din Groapă, aflată în cartierul Josefin. Slujba a fost oficiată de Ioan Papiu, protopopul Sibiului, înconjurat de protopopii Ioan Cândea al Avrigului, Vasilie Domșa al Orăștiei și Nicolae Borzea al Făgărașului. La acest eveniment au asistat mitropolitul Ioan Mețianu și episcopul Ioan Papp al Aradului, „întreg clerul înalt și mult popor“. Vecernia s-a încheiat la ora 21,15.
Catedrala Mitropolitană din Sibiu a fost sfințită la 30 aprilie/13 mai 1906, în Duminica Samarinencii, de mitropolitul Ioan Mețianu, împreună cu episcopul sufragan al Aradului, Ioan Papp, și cu un mare sobor de preoți și diaconi. Printre oaspeții de seamă au fost comitele suprem și comes al sașilor Gustav Thalmann, primarul Josef Drotleff, istoricul Nicolae Iorga, superintendentul luteran Friedrich Teutsch, prim-preotul și parohul reformat von Gidofalvy, protopopul greco-catolic Nicolae Togan, precum și autoritățile locale din acea vreme. Credincioșii care au asistat la acest eveniment au fost foarte numeroși.
După slujba de sfințire au urmat și alte festivități:
- începând de la ora 14 a avut loc un banchet festiv, în sala de la „Geselschafthaus“, la care au luat parte 250 de invitați, membri ai clerului superior, generali, „căpeteniile ofiiciilor publice“, ofițeri etc.
- la ora 19 a fost organizată o procesiune cu torțe la care au participat elevii Seminarului „Andreian“, conduși de profesorul Timotei Popovici. Tinerii au defilat „din Hermannsplatz, prin strada Cisnădiei, Piața Mare, strada Măcelarilor, până la reședința arhiepiscopească“.
- a doua zi, de la ora 11, a avut loc un eveniment cultural susținut de societatea de lectură a elevilor Semninariului „Andreian“, în sala festivă a Muzeului Național.
- de la ora 16, la „Casa națională“, profesorul Nicolae Iorga a susținut o conferință festivă despre „Viața culturală românească de azi“.
- șirul manifestărilor l-a încheiat la ora 20 „Reuniunea română de muzică din Sibiiu“, cu un concert în sala festivă a Muzeului Național.

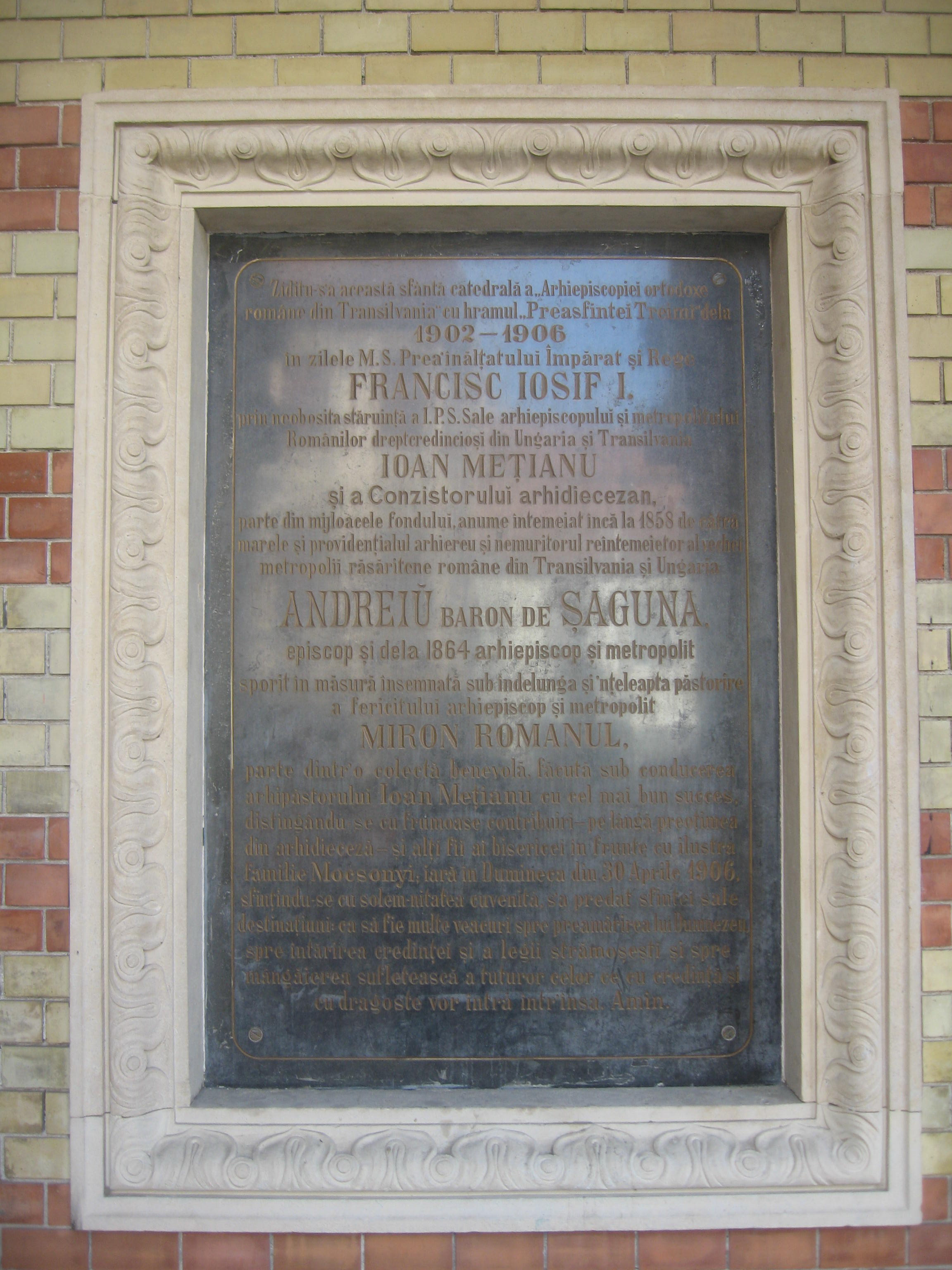
Pisania de la intrare

Cu prilejul sfințirii bisericii, s-au făcut o serie de donații valoroase printre care un engolpion vechi din argint pentru arhimandritul arhidiecezei donat de profesorul Nicolae Iorga și o iconiță de argint reprezentând pe Sfântul Stelian, păzitorul copiilor, donată de doamna Catinca Iorga. Protopopul greco-catolic Nicolae Togan a constatat că acea sărbătoare are însemnătate pentru întreaga românime, pentru istoria generală română, pentru că "sângele nu se face apă". 
Cu acest prilej, a fost amplasată în stânga intrării o placă cu următoarea inscripție: 
„Ziditu-s'a această sfântă catedrală a „Arhiepiscopiei ortodoxe române din Transilvania” cu hramul „Preasfintei Treimi” dela 1902-1906 în zilele M.S. Prea'înălțatului Împărat și Rege FRANCISC IOSIF I. prin neobosita stăruință a I.P.S. Sale arhiepiscopului și metropolitului Românilor dreptcredincioși din Ungaria și Transilvania IOAN MEȚIANU și a Conzistorului arhidiecezan, parte din mijloacele fondului, anume întemeiat încă la 1858 de cătră marele și providențialul arhiereu și nemuritorul reîntemeietor al vechei metropolii răsăritene române din Transilvania și Ungaria ANDREIŬ baron de ȘAGUNA, episcop și dela 1864 arhiepiscop și metropolit, sporit în măsură însemnată sub îndelungata și'nțeleapta păstorire a fericitului arhiepiscop și metropolit MIRON ROMANUL, pare dintr'o colectă benevolă, făcută sub conducerea arhipăstorului Ioan Mețianu cu cel mai bun succes, distingându-se cu frumoase contribuiri - pe lângă preoțimea din arhidieceză - și alți fii ai bisericei în frunte cu ilustra familie Mocsonyi, iară în Dumineca din 30 Aprile 1906, sfințindu-se cu solemnitatea cuvenită, s'a predat sfintei sale destinațiuni: ca să fie multe veacuri spre preamărirea lui Dumnezeu, spre întărirea credinței și a legii strămoșești și spre mângăierea sufletească a tuturor celor cu credință și cu dragoste vor intra într'însa. Amin.”

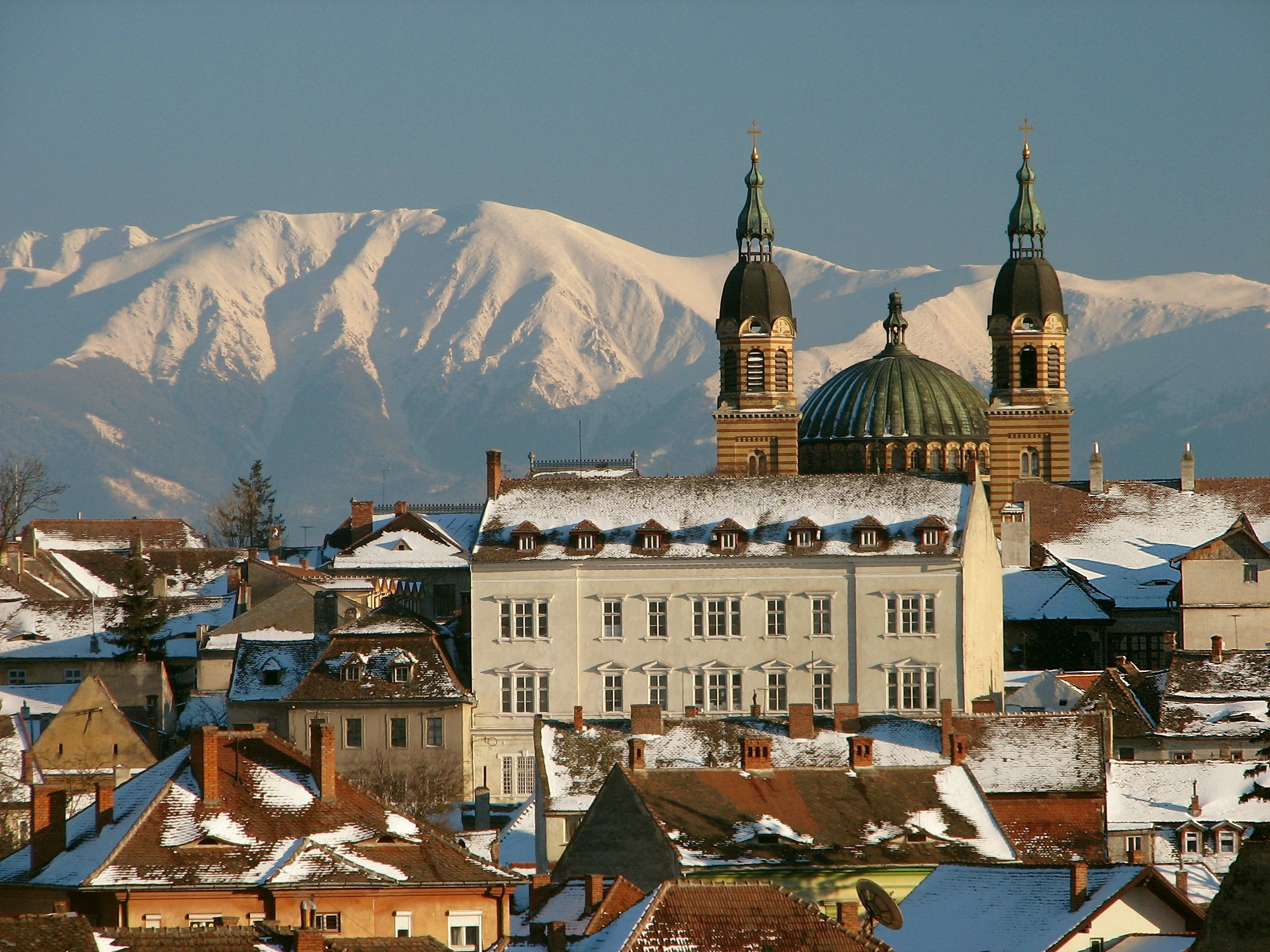
Catedrala văzută iarna

În dreapta intrării se află o placă în care sunt înscriși membrii Consistoriului arhidiecezan din timpul zidirii catedralei. Aceștia sunt împărțiți în trei categorii:
- membrii senatului bisericesc (arhimandrit dr. Ilarion Pușcariu - vicar arhiepiscopesc, ieromonah dr. Elie Miron Cristea, protopresbiterii Nicolae Ivan, Moisă Lazăr, Mateiu Voileanu, Bartolomeiu Baiulescu, Ioan Papiu și Ioan Tipeiu, protosinghelul dr. Eusebiu R. Roșca);
- membrii senatului școlar (protopresbiterii Vasile Damian și Grigore Pletosu, avocatul dr. Liviu de Lemeny și Ioan de Preda, Virgil Onițiu, dr. George Proca, Lazăr Triteanu, Arseniu Vlaicu);
- membrii senatului epitropesc (protopresbiterii Ioan Droc, Galaction Șagău și Vasile Voina, Mihail Gîrlea, Partenie Cosma, cpt. (r) Pantilimon Lucuța, dr. Ioan Mihu, Ștefan Stroia, dr. Nicolae Vecerdea).

### Lucrări ulterioare
În timpul păstoririi mitropolitului Nicolae Mladin (1967-1981), a fost înlocuit acoperișul catedralei și au fost reparate cele două turle. Succesorul său, mitropolitul Antonie Plămădeală (1982-2005), s-a ocupat mai ales de întreținerea și înzestrarea Catedralei.
Cu sprijinul financiar al Departamentului Cultelor, în anul 2007 s-a început spălarea și refacerea picturii și confecționarea unui vitraliu monumental în arcada corului.

## Arhitectură

### Exterior

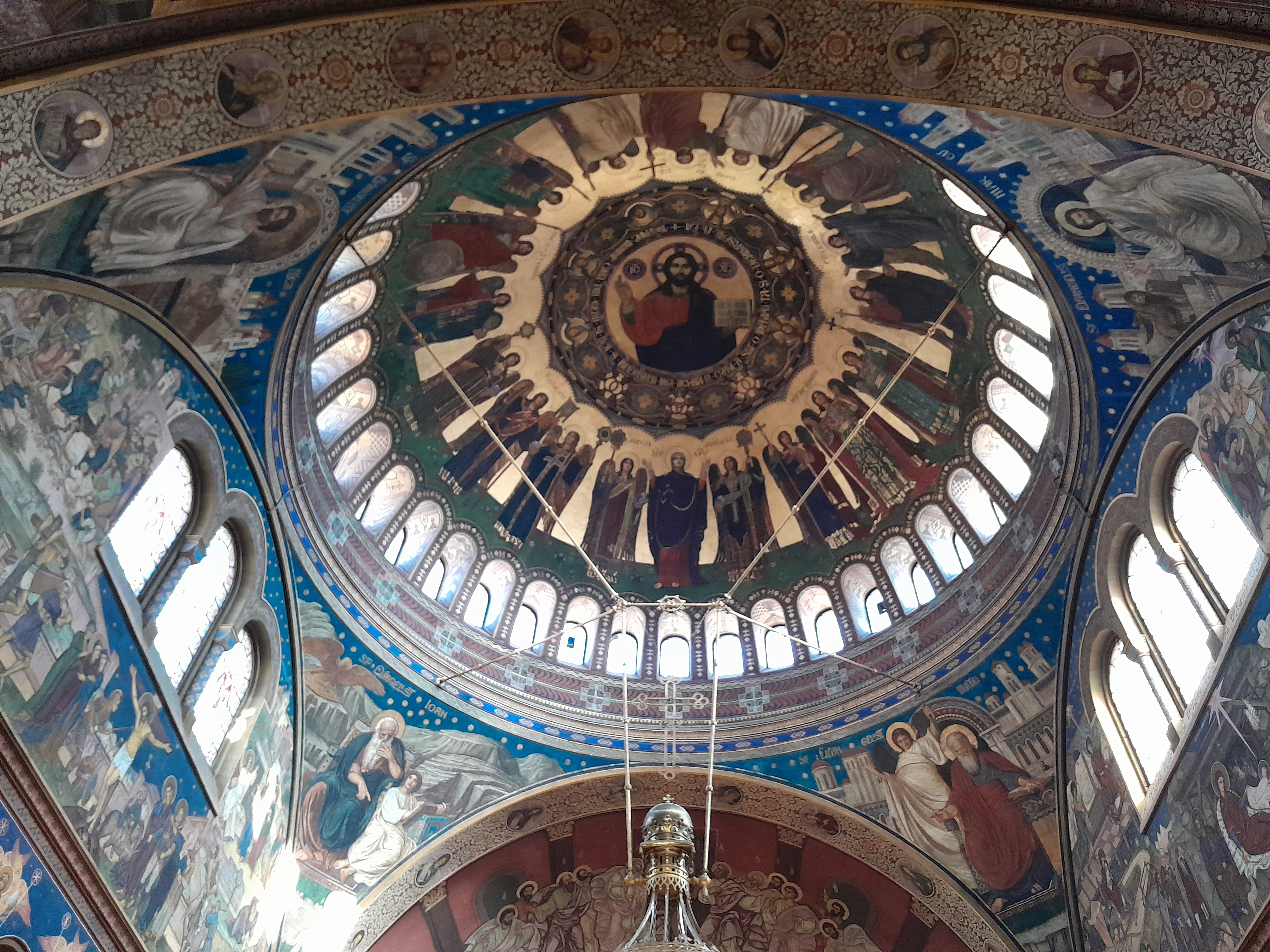
Interiorul cupolei

Catedrala are 53,10 m lungime și 25,40 m lățime în centru, cupola are 24,70 m înălțime (34,70 m în exterior) și 15 m diametru, în timp ce turnurile au 43 m înălțime (45 m cu tot cu crucile).
Catedrala este împodobită în exterior cu cărămidă colorată, cinci rânduri de cărămidă galbenă alternând cu trei rânduri de cărămidă roșie. Nava spațioasă este acoperită de mici acoperișuri sferice și de patru turnuri: două mai mici, de formă octogonală, și alte două mai mari de secțiune pătrată la bază și octogonală la camera clopotelor. Acoperișul turnurilor sunt în formă de bulb dublu, având deasupra câte o cruce aurită. 
Intrarea principală se face printr-un portic cu trei arcade susținute de fascicole de câte patru coloane alipite, deasupra cărora se află un balcon cu alte coloane mici. Deasupra intrării principale este un amplu vestibul semicircular cu ferestre vitrate. La partea superioară a acestuia sunt amplasate cinci mozaicuri executate la München, după desenele lui Ludovic Kandler. Intrarea de pe fațada vestică se face prin trei uși semicirculare. Pe peretele exterior unde se află intrarea principală se află plăcile cu inscripțiile ctitoriei.

### Interior

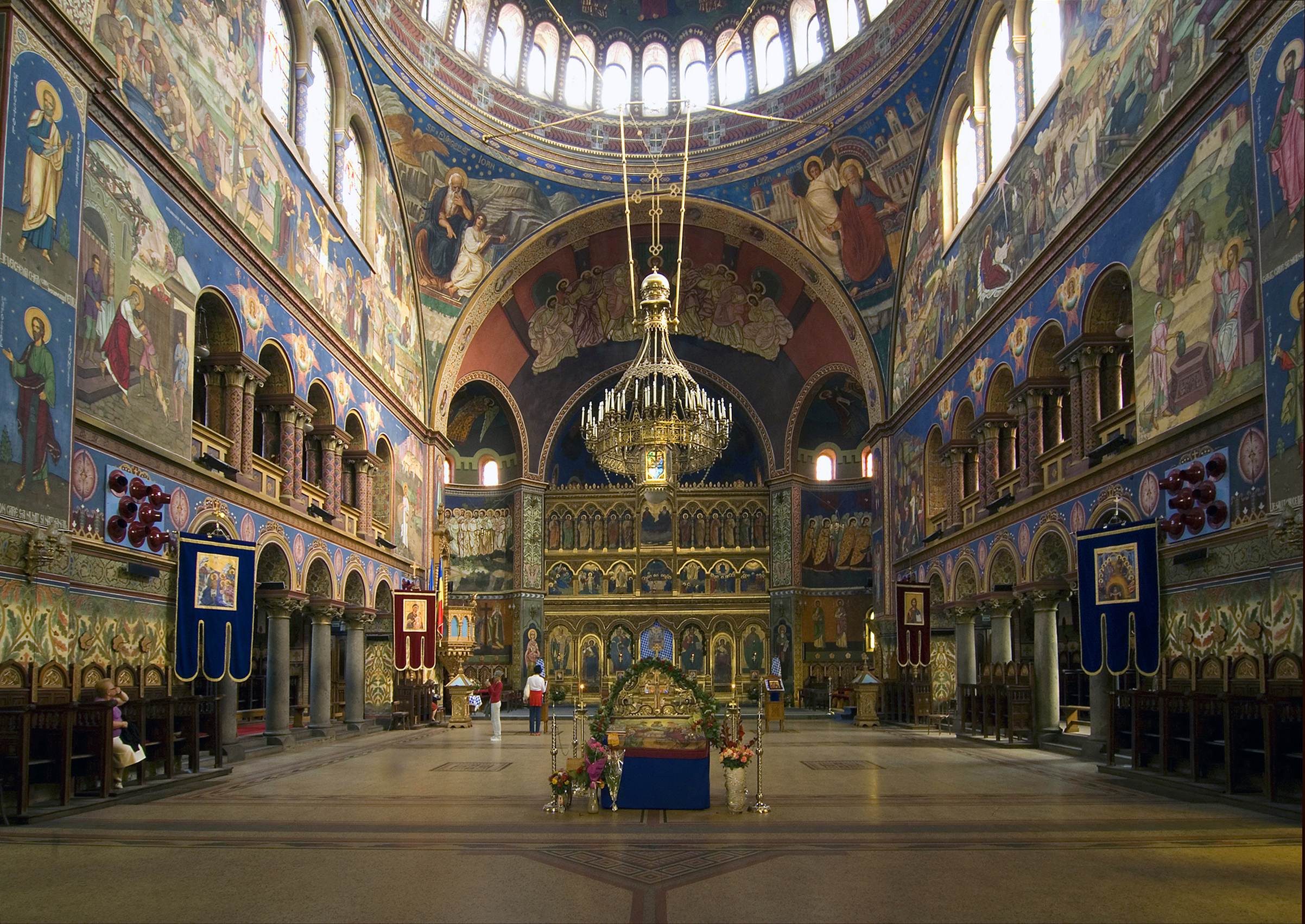
Interior

Mobilierul catedralei a fost confecționat la București și la Sibiu. Sculptura iconostasului, a tronului arhieresc, a ripidelor a fost realizată de sculptorul Constantin (C.M.) Babic din București, iar amvonul, cele două strane pentru cântăreți, tetrapodul din mijlocul catedralei, 28 de strane pentru preoți și 82 pentru credincioși au fost confecționate de meșterul Emil Pătruțiu din Sibiu. Iconostasul este fabricat din lemn de tei aurit. 
Printre obiectele existente în catedrală sunt de menționat următoarele: 
- un candelabru aurit, cu 76 de becuri, executat de firma Zeiser-Habinger din Viena și care a costat 26.000 de coroane;
- chivotul din metal aurit, cu o lungime de 70 cm și înălțime de 56 cm, lucrat în Württemberg;
- crucile de pe cele două turnuri, cu înălțimea de 1,5 m, care au fost confecționate la Sibiu și aurite la Viena.

Cele patru clopote au fost turnate la atelierul lui Friedrich Seltenhofer din Sopron, fiind apoi sfințite și așezate în cele două turnuri. În turnul nordic a fost așezat un clopot de 1.345 kg, iar în turnul sudic au fost amplasate celelalte trei clopote (de 790 kg, 732 kg și 168 kg). Clopotul mare conține următoarea inscripție: "În tot pământul a ieșit vestirea lor și la marginile lumii graiurile lor"; clopotul de 790 are inscripția "Francisc Iosif I – Împărat și rege; rege; Ioan Mețianu, arhiepiscop și mitropolit 1904", clopotul de 732 kg - "Andreiu Baron de Șaguna, reînvietorul metropoliei române ortodoxe și întemeietorul fondului Catedralei", iar clopotul de 168 kg poartă inscripția "Alexandru Mocsonyi de Foen, prezidentul Asociațiunii, primul ctitor al Catedralei".

## Imagini

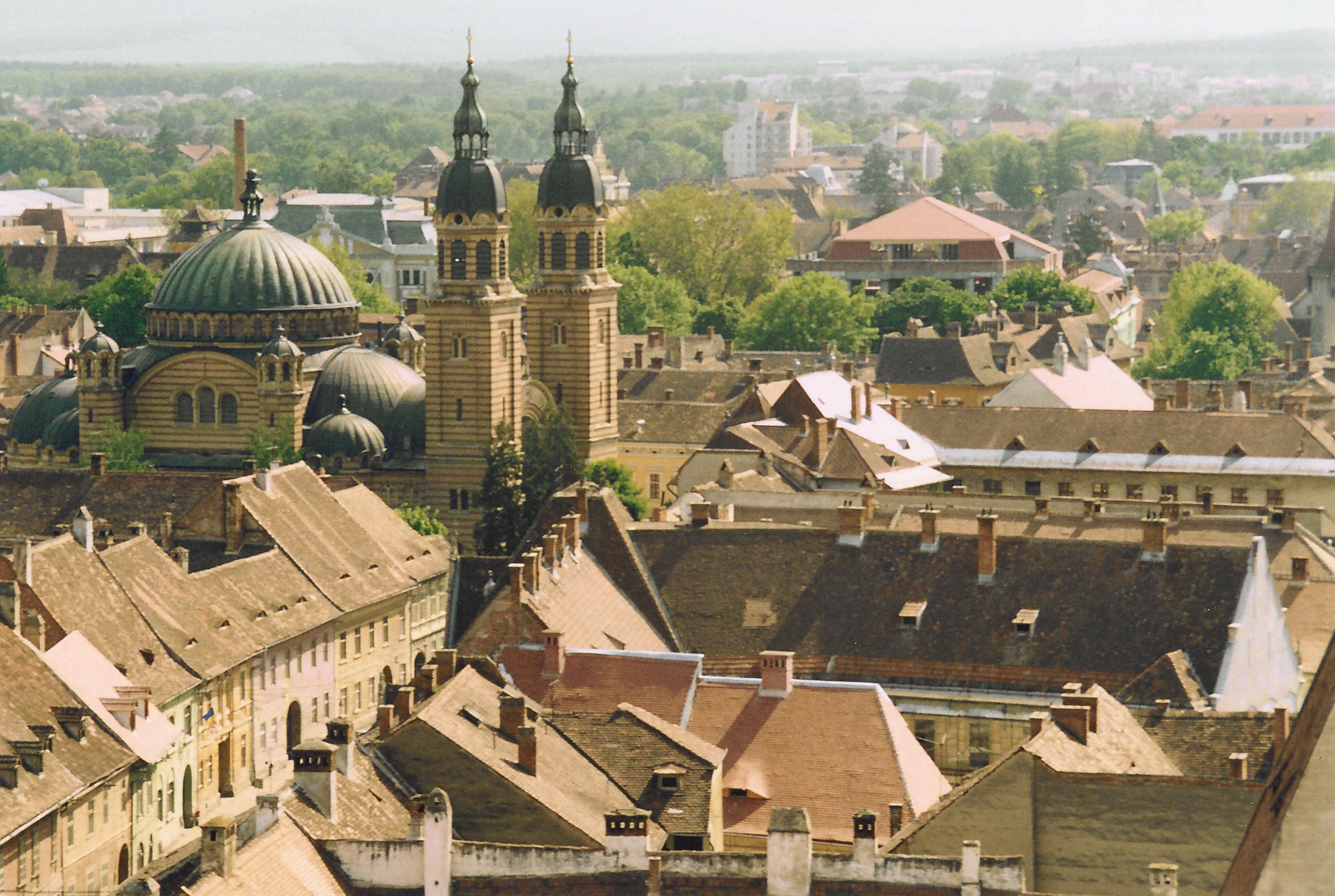
Vedere aeriană
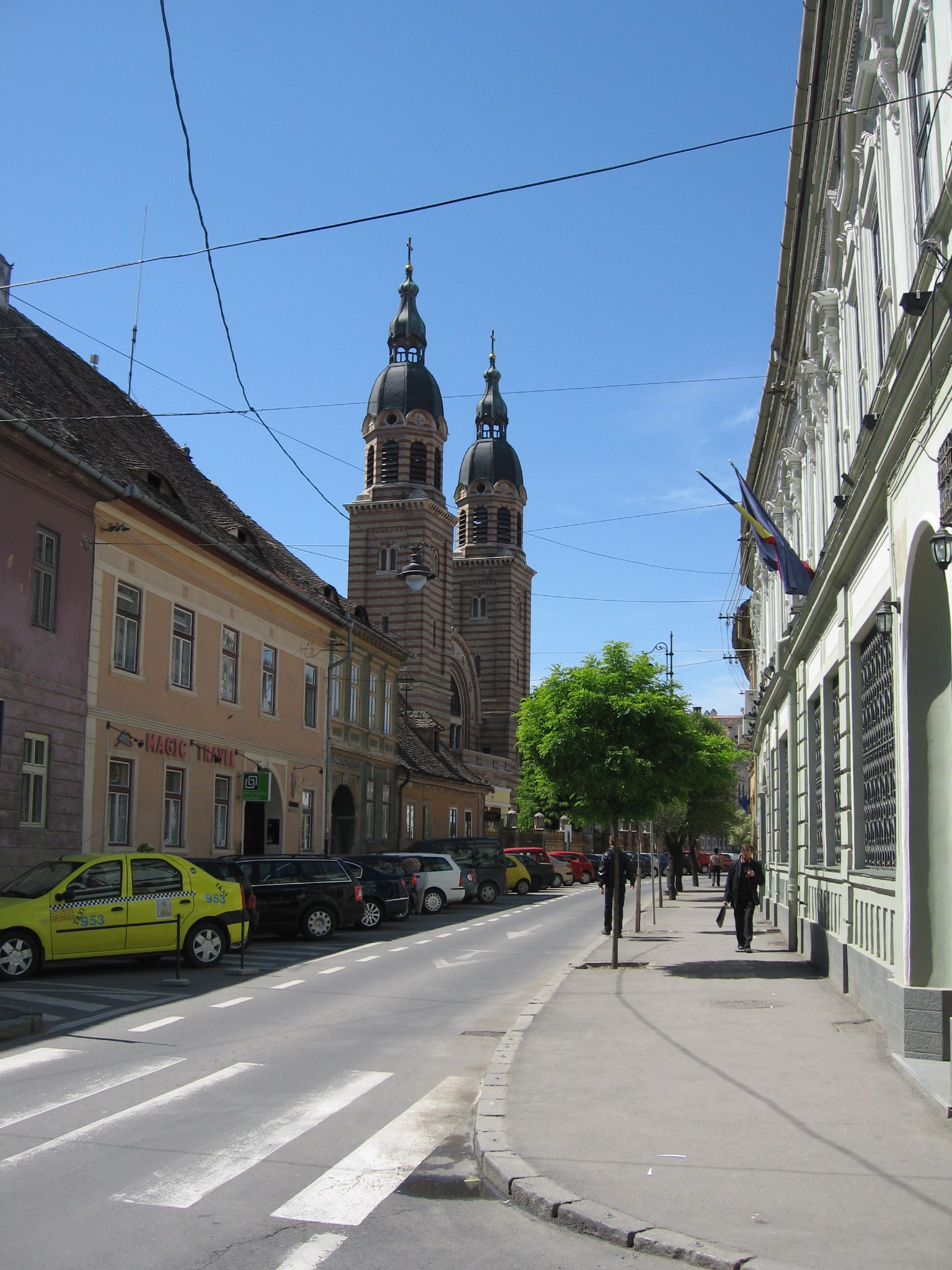
Vedere de pe strada Mitropoliei
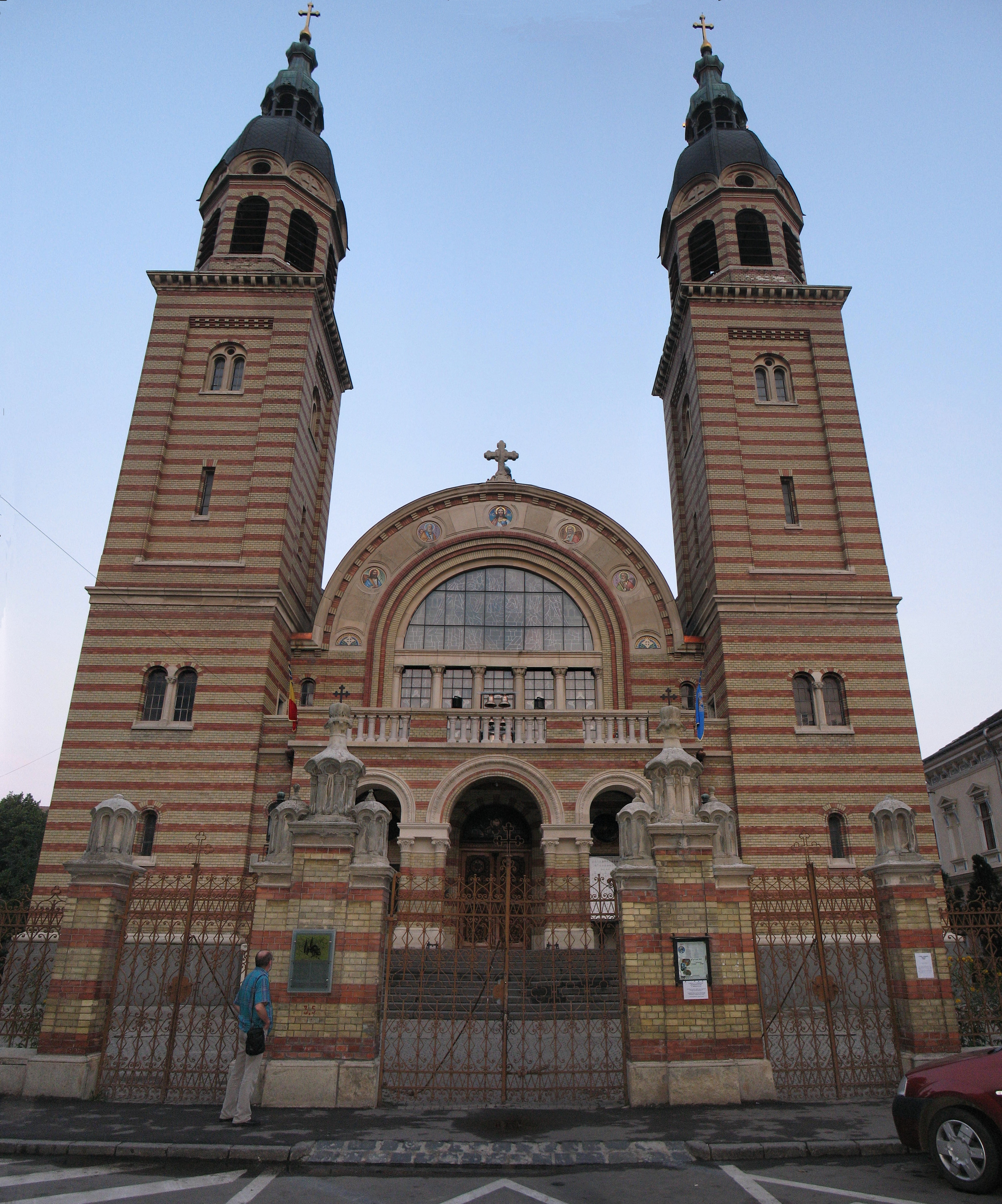
Faţada vestică
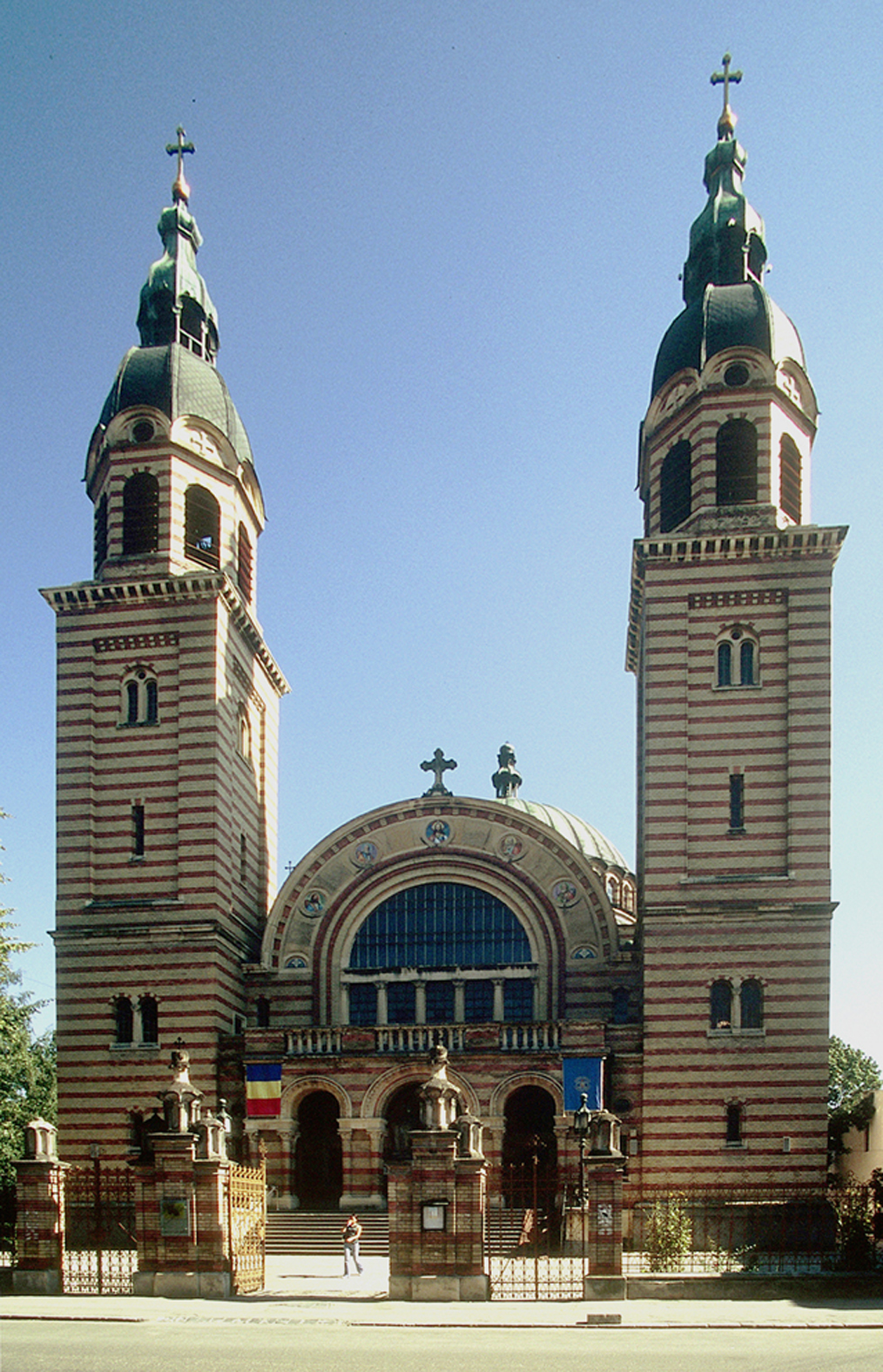
Faţada vestică
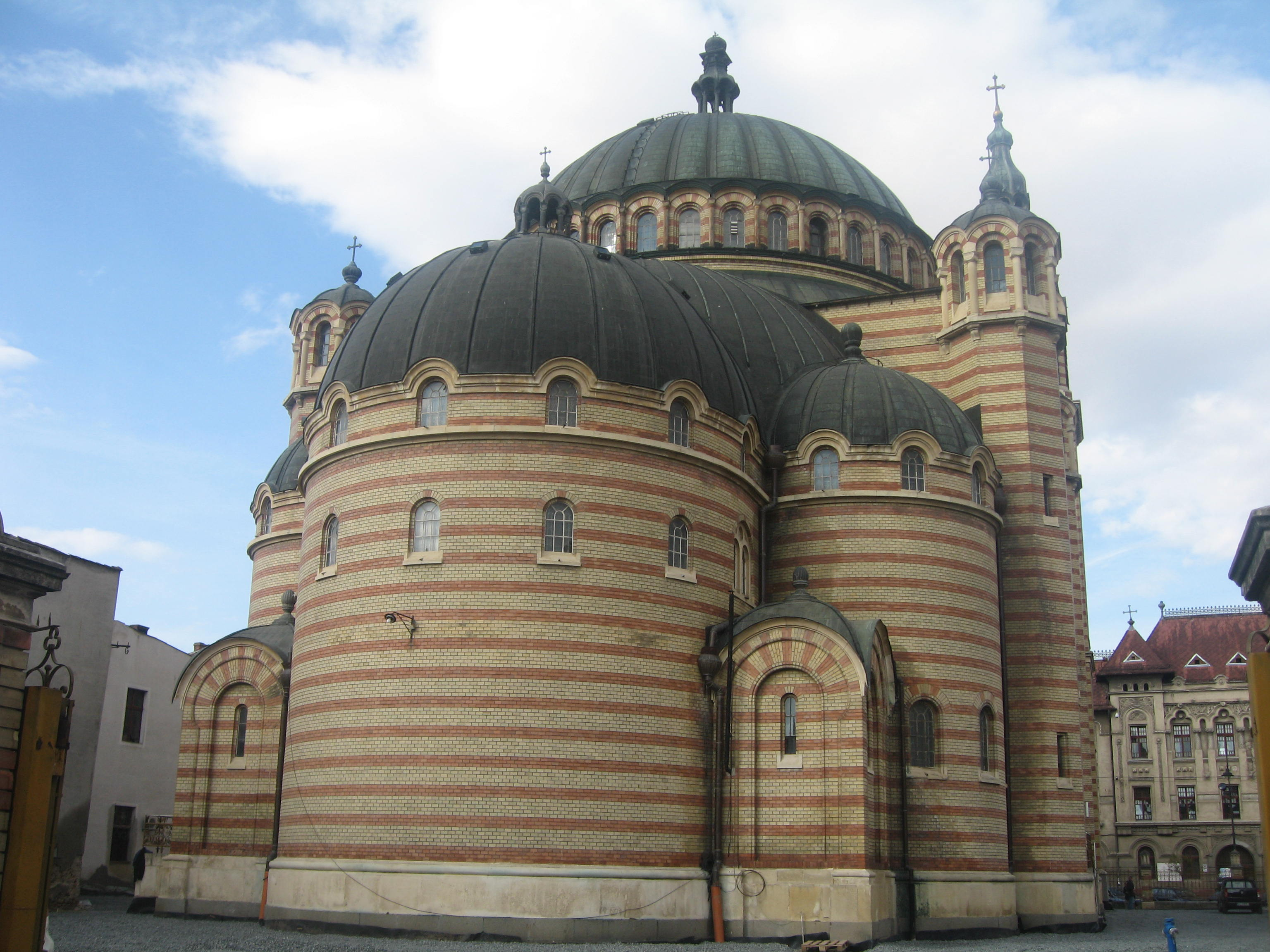
Vedere de pe strada Xenopol
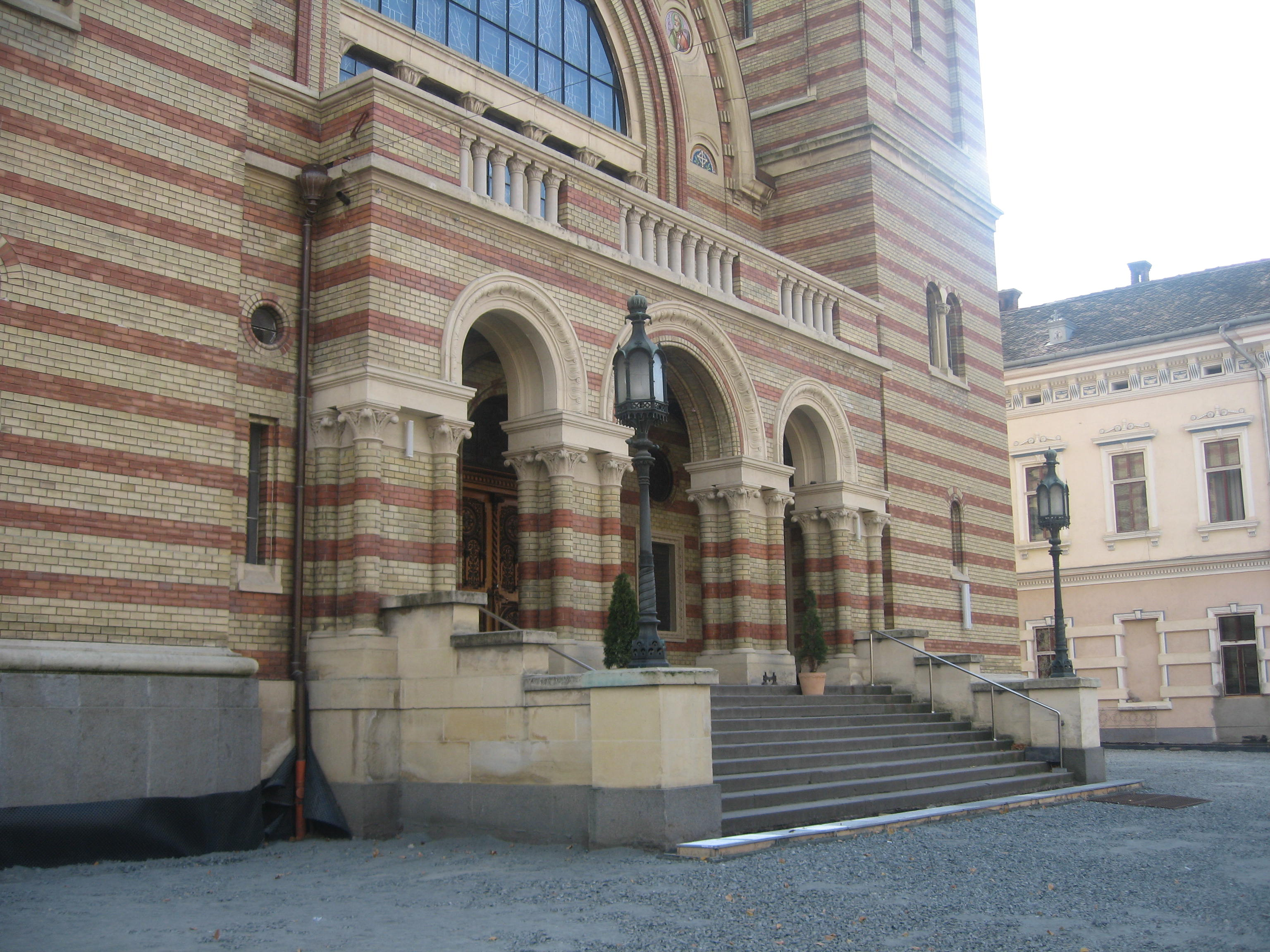
Intrarea de pe faţada frontală
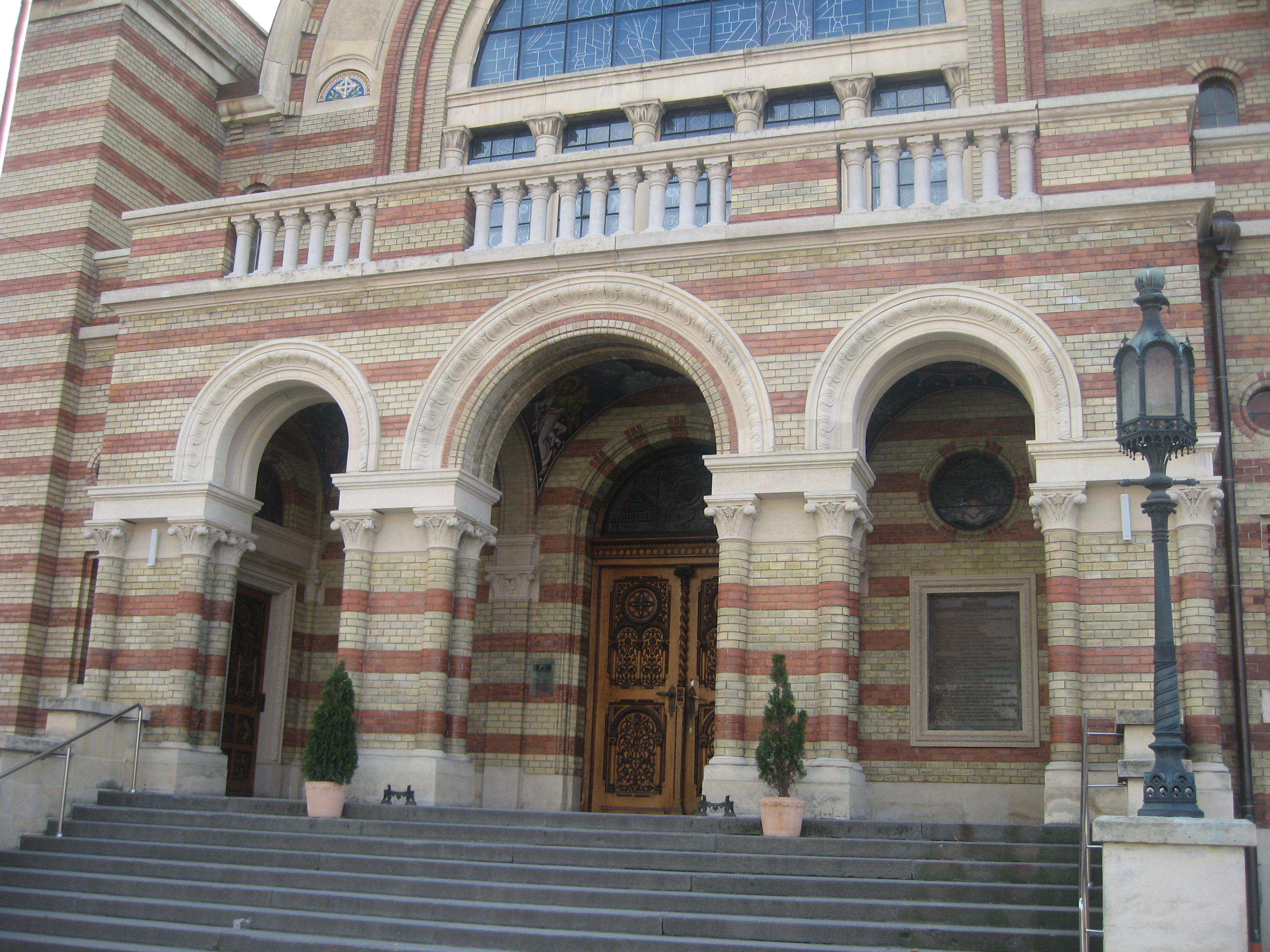
Intrarea de pe faţada frontală
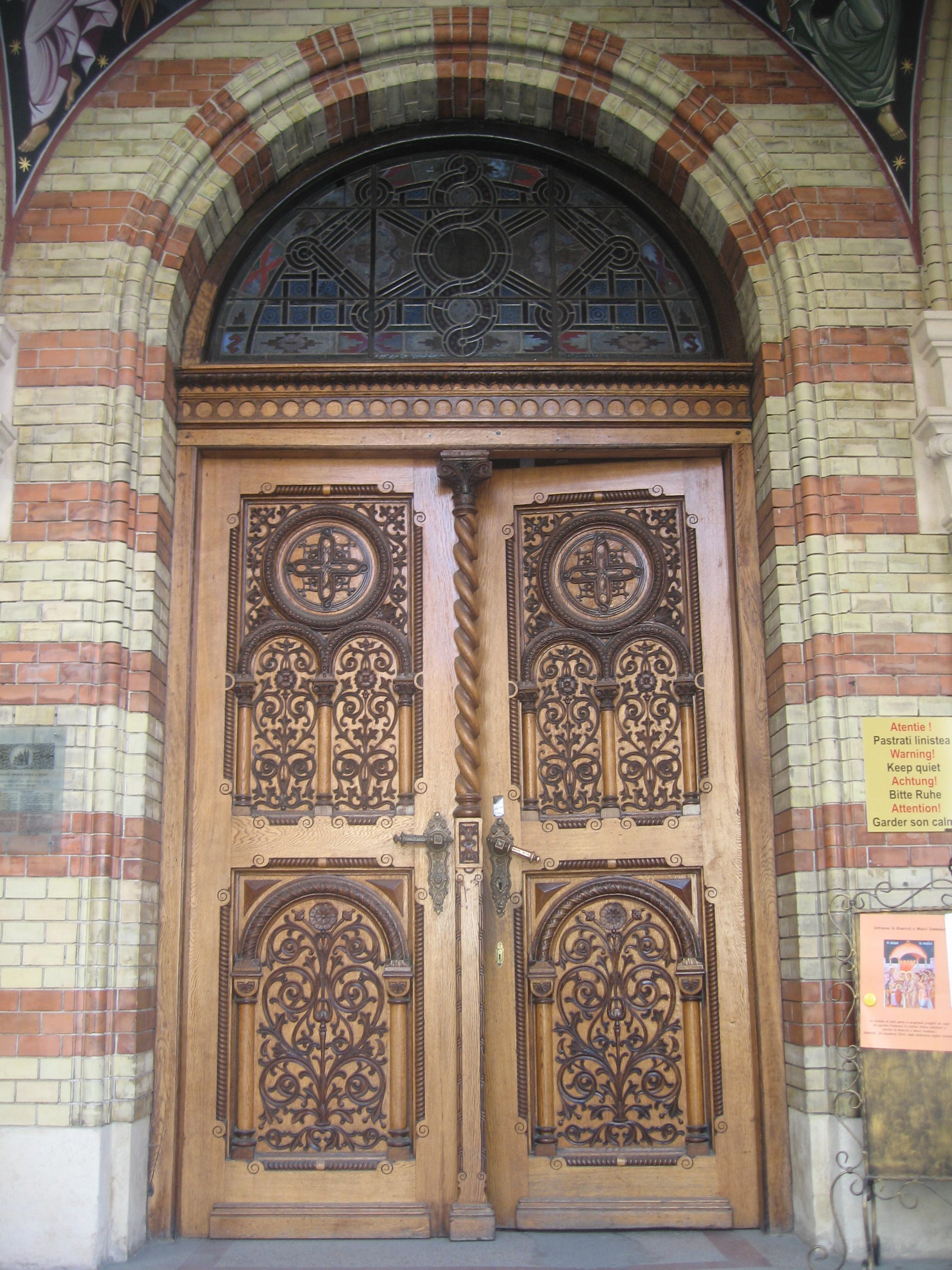
Intrarea principală
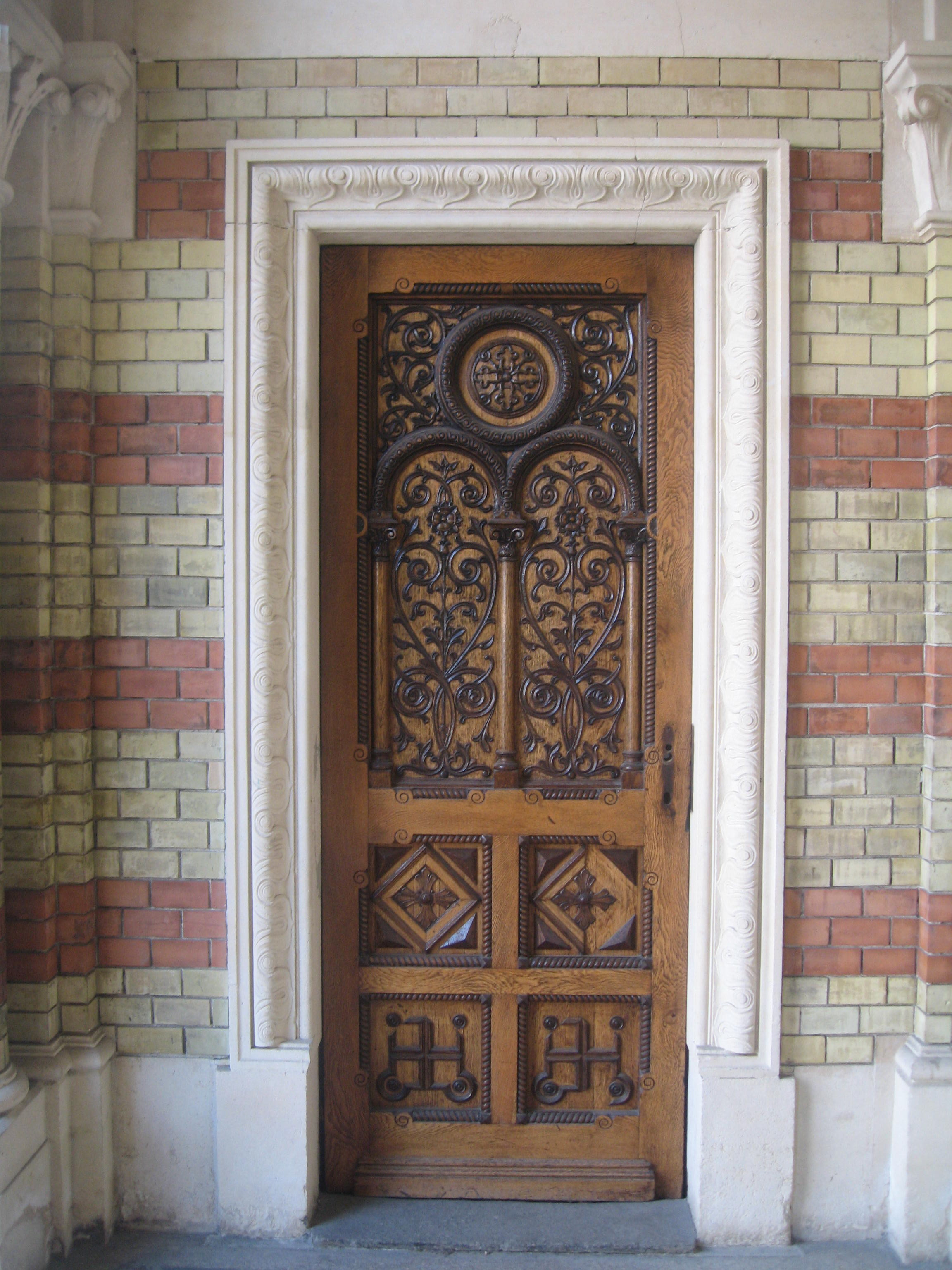
Intrare laterală
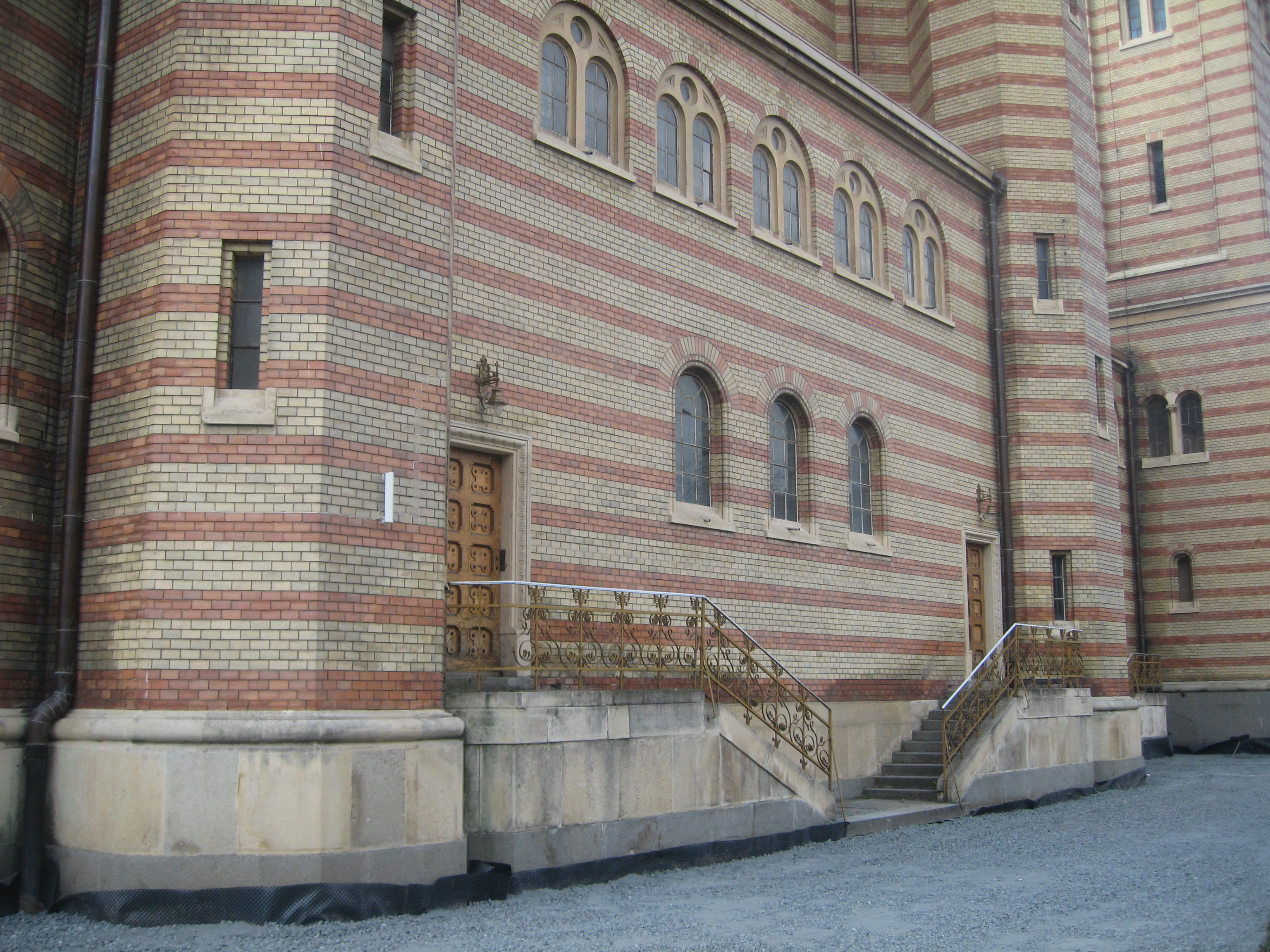
Intrări de pe faţada nordică
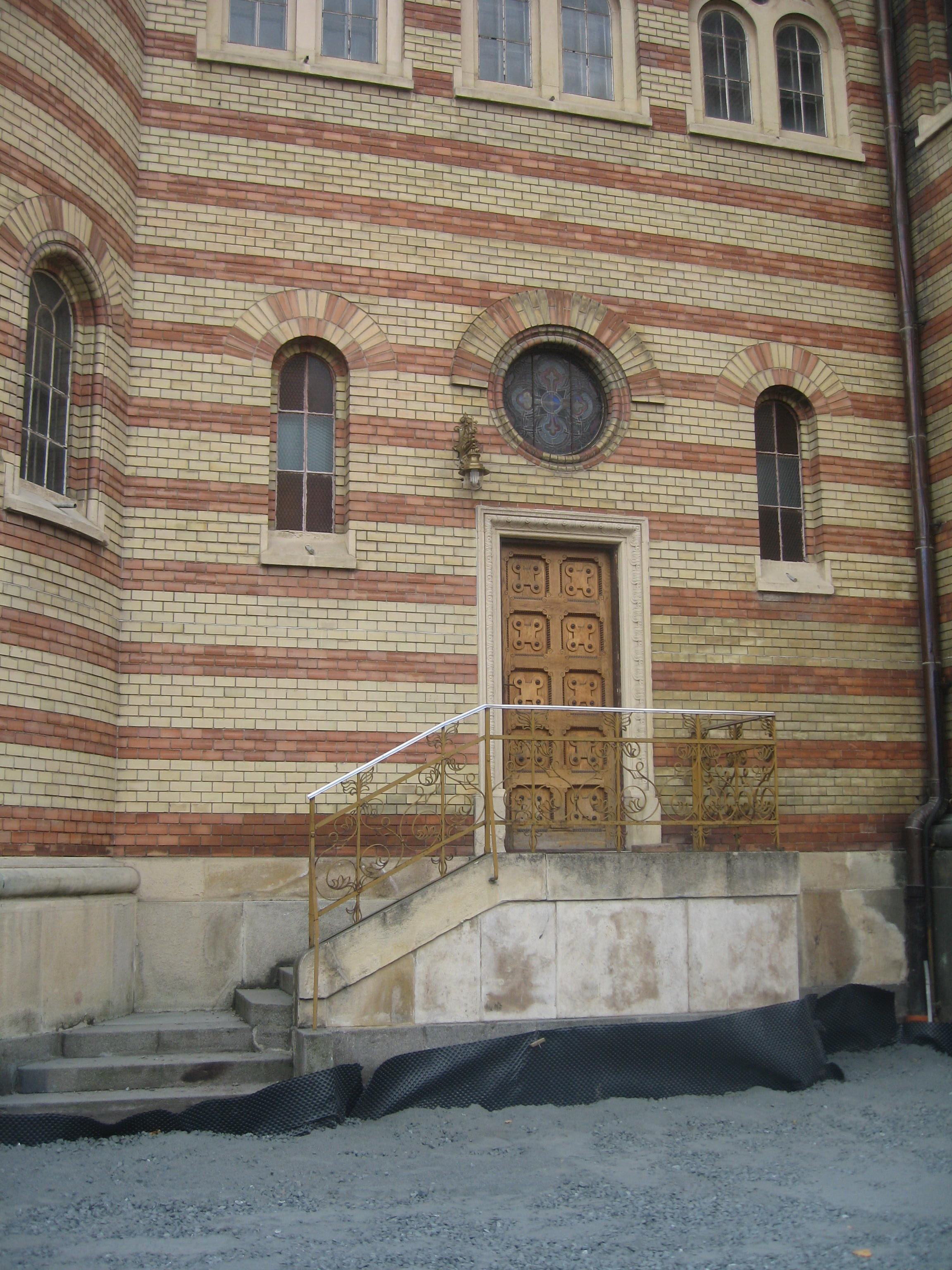
Intrare de pe faţada nordică
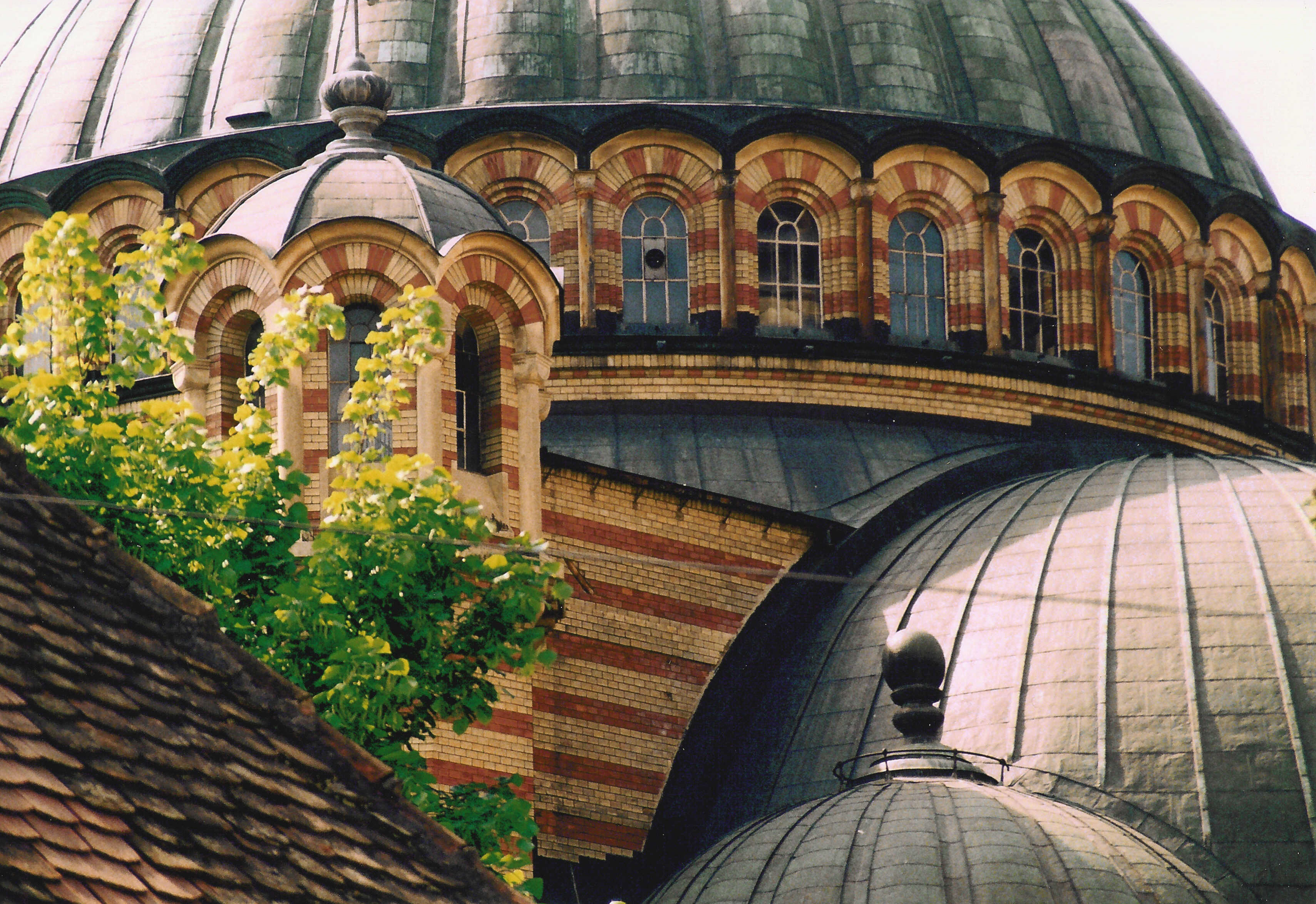
Cupola centrală cu absidele laterale
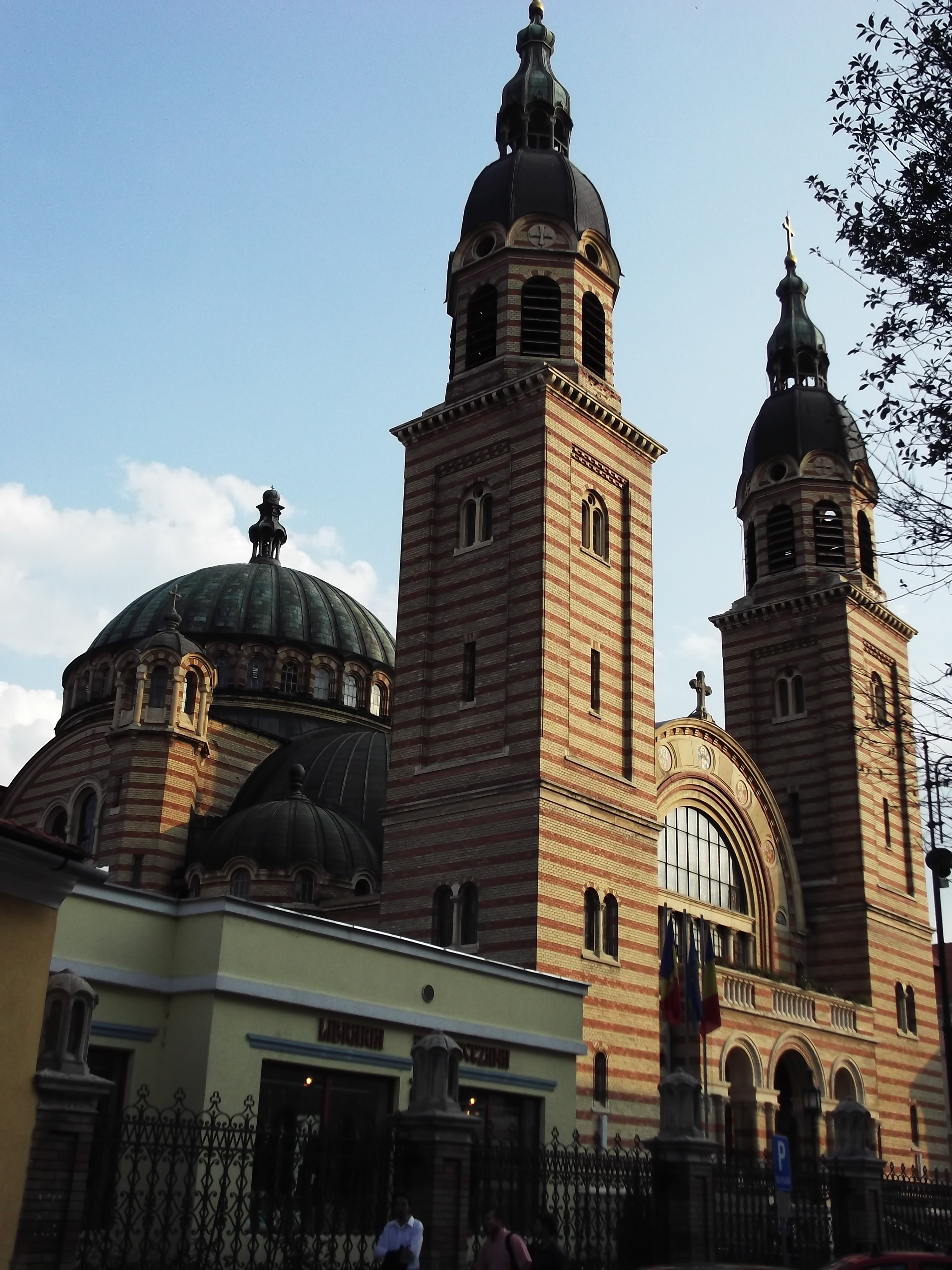
Vedere dinspre str. Mitropoliei